# Bibliothèque de l'Académie d'Åbo
La bibliothèque de l'Académie d'Åbo (finnois : Åbo Akademin kirjasto) est la bibliothèque scientifique publique de l'Académie d'Åbo située à Turku et à Vaasa en Finlande.

## Présentation
La bibliothèque universitaire sert principalement les étudiants, les enseignants, les chercheurs et le personnel de l'Académie d'Åbo et de l'Université des sciences appliquées  Novia.
La bibliothèque se compose de la bibliothèque principale Kirjatorni et de trois bibliothèques universitaires, qui sont la bibliothèque ASA et la bibliothèque Arken à Turku ainsi que la bibliothèque Academill à Vaasa,.